# Liczby bliźniacze

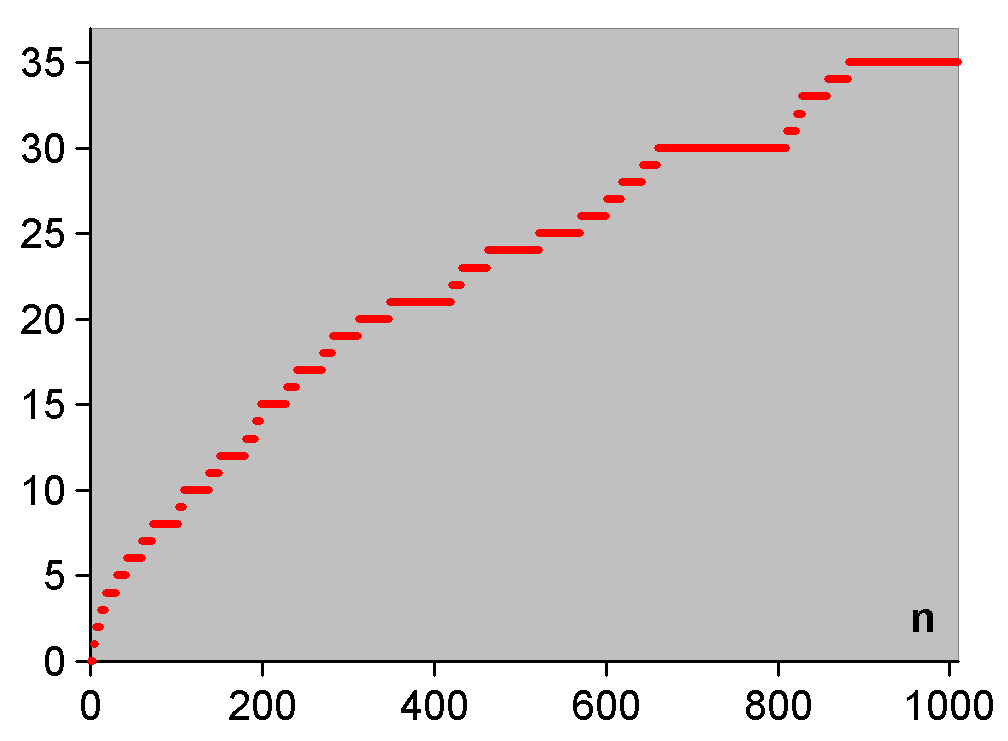
Liczba liczb pierwszych bliźniaczych w danym zakresie.

Liczby bliźniacze – dwie liczby pierwsze, których różnica wynosi 2, np.: 3 i 5, 5 i 7, 11 i 13.

## Skończoność zbioru par liczb bliźniaczych
Do dzisiaj nie wiadomo, czy liczb bliźniaczych jest nieskończenie wiele, jak sugeruje hipoteza o liczbach pierwszych bliźniaczych.
W 1919 roku norweski matematyk Viggo Brun udowodnił, że szereg odwrotności liczb bliźniaczych jest zbieżny:
|  |  | {\displaystyle \left({\frac {1}{3}}+{\frac {1}{5}}\right)+\left({\frac {1}{5}}+{\frac {1}{7}}\right)+\left({\frac {1}{11}}+{\frac {1}{13}}\right)+\left({\frac {1}{17}}+{\frac {1}{19}}\right)+\left({\frac {1}{29}}+{\frac {1}{31}}\right)+\ldots =1{,}9021605831\dots } |

## Własności liczb bliźniaczych
- Liczba 5 jest bliźniacza zarówno z 3, jak i z 7. Nie istnieje inna liczba pierwsza bliźniacza z dwiema liczbami.

Dowód:
Istnieją trzy możliwe przypadki ciągu liczb naturalnych o różnicy 2 dla {\displaystyle n} naturalnego: {\displaystyle (3n,3n+2,3n+4)} {\displaystyle (3n+1,3n+3,3n+5)} lub {\displaystyle (3n+2,3n+4,3n+6).} W każdym z nich jest jedna liczba podzielna przez 3: odpowiednio: {\displaystyle 3n,} {\displaystyle 3n+3=3(n+1)} i {\displaystyle 3n+6=3(n+2).} Oznacza to, że aby w ciągu trzech liczb naturalnych wszystkie były pierwsze, jedna z nich musi być równa 3. Istnieją dwa takie ciągi: {\displaystyle (3,5,7),} i {\displaystyle (1,3,5),} lecz 1 z definicji nie jest liczbą pierwszą.
- Największe znane dziś liczby bliźniacze, każda składająca się z 388 342 cyfr, to 2996863034895·21290000 ± 1 znalezione w 2016 roku[3],
- Z wyjątkiem par 3 i 5 oraz 5 i 7, ostatnimi cyframi liczb bliźniaczych mogą być: 1 i 3 (na przykład 11 i 13), 7 i 9 (na przykład 17 i 19) oraz 9 i 1 (na przykład 29 i 31).
- Dla każdej pary liczb bliźniaczych większych lub równych 5, liczba naturalna między nimi (rozdzielająca parę) jest podzielna przez 6. Wynika to z faktu, że jest ona parzysta i ponieważ w każdej trójce kolejnych liczb jest liczba podzielna przez trzy (bo dwie pozostałe są pierwsze), to mamy również podzielność przez iloczyn liczb dwa i trzy.

## Wszystkie liczby bliźniacze do 2000
| - 3 i 5 - 5 i 7 - 11 i 13 - 17 i 19 - 29 i 31 - 41 i 43 - 59 i 61 - 71 i 73 - 101 i 103 - 107 i 109 - 137 i 139 - 149 i 151 - 179 i 181 - 191 i 193 - 197 i 199 - 227 i 229 - 239 i 241 | - 269 i 271 - 281 i 283 - 311 i 313 - 347 i 349 - 419 i 421 - 431 i 433 - 461 i 463 - 521 i 523 - 569 i 571 - 599 i 601 - 617 i 619 - 641 i 643 - 659 i 661 - 809 i 811 - 821 i 823 - 827 i 829 - 857 i 859 | - 881 i 883 - 1019 i 1021 - 1031 i 1033 - 1049 i 1051 - 1061 i 1063 - 1091 i 1093 - 1151 i 1153 - 1229 i 1231 - 1277 i 1279 - 1289 i 1291 - 1301 i 1303 - 1319 i 1321 - 1427 i 1429 - 1451 i 1453 - 1481 i 1483 - 1487 i 1489 - 1607 i 1609 | - 1619 i 1621 - 1667 i 1669 - 1697 i 1699 - 1721 i 1723 - 1787 i 1789 - 1871 i 1873 - 1877 i 1879 - 1931 i 1933 - 1949 i 1951 - 1997 i 1999 |